# Ponte Prefeito Benedito Garcia Ribeiro
A Ponte Prefeito Benedito Garcia Ribeiro localiza-se na divisa entre entre os Estados de São Paulo e Paraná, sobre o rio Itararé, que liga as cidades de Carlópolis (PR) e Fartura (SP).

## Construção
Levou 14 meses para ser construída, possui 53,5 metros de altura e 1550 metros de extensão,[carece de fontes?] sendo assim a décima oitava maior ponte do Brasil.

## Acidentes
Em 2012 um caminhão bitrem perde o controle e fica pendurado na ponte acerca de 8 metros do nível da água, o motorista foi resgatado com ajuda de pessoas que presenciaram o acidente, com a ajuda de uma corda, e o puxaram de volta para ponte, alguns dias depois o caminhão foi retirado da ponte com ajuda de um guincho.